# Presbytère de la cathédrale de Nîmes
Le presbytère de la cathédrale est un édifice religieux de la ville de Nîmes, dans le département du Gard et la région Languedoc-Roussillon. Il est inscrit monument historique depuis 1992.
Ce bâtiment édifié au XVIIe siècle a été appelé « la Garde de Dieu ». 

## Localisation
L'édifice est situé 9 rue Saint-Castor.

## Historique
- XVIe et XVIIe siècles : construction.
- 1746 : la ville achète cette maison style Renaissance très proche de la cathédrale, pour y loger le curé de ce lieu de culte.
- 1907 : un bail de 9 ans est accordé au curé par la ville.

## Architecture
La porte est entourée de colonnes ioniques.

Balcon avec fer forgé au-dessus. 

Puits ancien dans la cour.

Belles fenêtres Renaissance dans la cour.